# Dům Okamura
Dům Okamura (House Okamura nebo také vila Tomia Okamury, přezdívaná také Takešiho hrad) je rezidence politika a podnikatele Tomia Okamury v Praze na Břevnově. Dům byl postaven na ploše 371 metrů čtverečních mezi lety 2018–2021, náklady dosáhly 20 milionů korun. Za architektonickým návrhem netypické stavby stojí švýcarský architekt Christian Kerez, rodák z Venezuely, kterého Tomiovi doporučil jeho bratr, architekt Osamu Okamura, který sám na projekt neměl čas, ale uvažoval i o několika japonských architektech. Christian Kerez si tuto nabídku vybral  především proto, že dostal absolutní volnost, což nebývá vůbec obvyklé. Více než polovina z oslovených stavebních firem zakázku pro její náročnost odmítla.

## Popis
Vila se skládá ze shluku šestnácti „tubusů" různých výšek a objemů. Fasádu pokrývá režné zdivo. Uvnitř se nachází tři ložnice, dvě pracovny, tři haly, pět toalet, tři koupelny, tři jídelny a tři obývací pokoje. Pod domem se nachází garáž až pro pět vozů a na střeše fungují terasy.
V domě se nacházejí tři byty o výměrách 102 m², 143 m² a 72 m².[zdroj?]

## Kritika
Někteří čeští architekti a sousedé kritizovali neobvyklou stavbu za její nerespektování okolí. Třípatrová vila, výškově odpovídající spíše čtyřpatrovému domu, přesto splňuje povinné předpisy, jmenovitě Pražské stavební předpisy, které limitují i výškovou úroveň. Dům se stal terčem vtipů na Mapách Google, do kterých byl zanesen jako „Takešiho hrad".

## Architektonická pozornost
Stavba získala světovou pozornost již ve fázi projektu a byla zveřejněna v mnoha světových architektonických časopisech. Hned po vytvoření návrhu byla stavba prezentována v prestižním architektonickém časopise GA (Global Architecture). V říjnu 2022 byl Dům Okamura prezentován na výstavě v německé Architektur Galerie Berlin.[zdroj?] Odborný španělský časopis AV Monographs v září 2023 zařadil House Okamura mezi světové domy roku 2023 (Houses of the Year).